# Abadia dels Homes

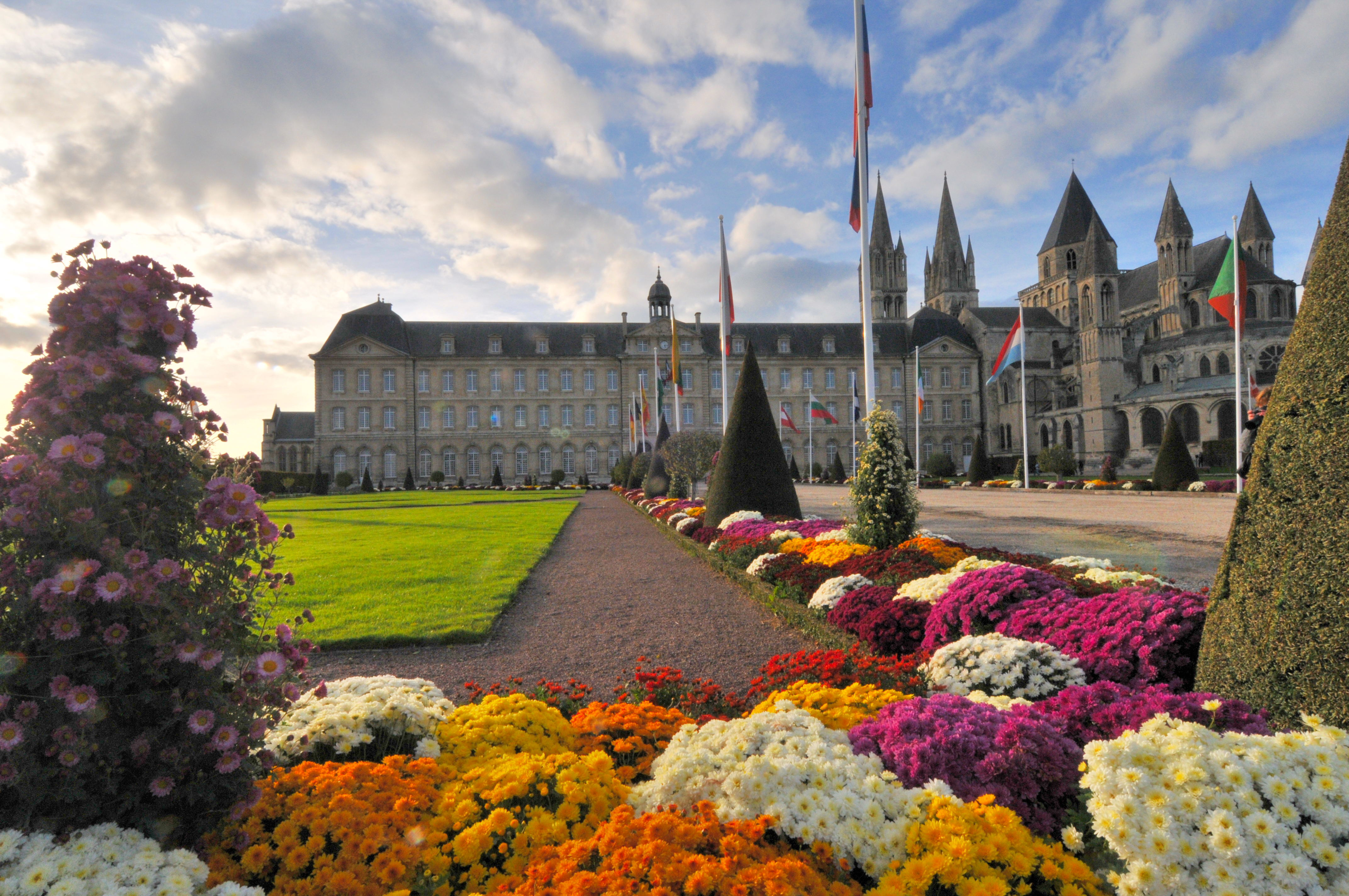
Vista general del presbiteri de l'església de Saint-Étienne de Caen.

L'abadia dels Homes (actualment església abacial de Saint-Étienne o Sant Esteve) és una de les dues grans abadies, juntament amb l'abadia de les Dames, fundades a la ciutat normanda de Caen, al departament francès de Calvados, per Guillem el Conqueridor. Les seves restes més antigues es corresponen a l'estil anomenat d'arquitectura normanda, en realitat una de les variants de l'arquitectura romànica, encara que al llarg de la vida de l'església abacial s'han fet restauracions corresponents a diversos estils arquitectònics.

## L'església abacial de Saint-Étienne
La construcció de l'església es va iniciar l'any 1065 i les obres van finalitzar el 1077. La conquesta normanda d'Anglaterra, en 1066, va poder aportar recursos econòmics suplementaris per a la realització de les obres, però cal tenir en compte que la presència de pedreres a cel obert en les proximitats de l'obra ajudà poderosament a entendre la celeritat del procés constructiu. Així, l'església va ser consagrada el 13 de setembre de 1077, tan sols 12 anys després del seu inici. El cronista Guillem de Poitiers descriu d'aquesta manera la fundació de l'abadia per Guillem el Conqueridor:
| « | Per nomenar-lo abat del monestir de Caen, li calgué emprar, per dir-ho així, una pietosa coacció; ja que Lanfranc rebutjava el càrrec menys per amor per la humilitat, que per temor a un rang massa elevat. Després, ell (Guillem el Conqueridor) va enriquir aquest monestir amb dominis, amb plata, amb or i amb diversos ornaments; va fer que es construís amb poca despesa, d'una alçada i bellesa abordable, i poc digne del benaventurat màrtir Esteve, per les relíquies del qui havia de ser honrat i a qui havia de ser consagrat. | » |

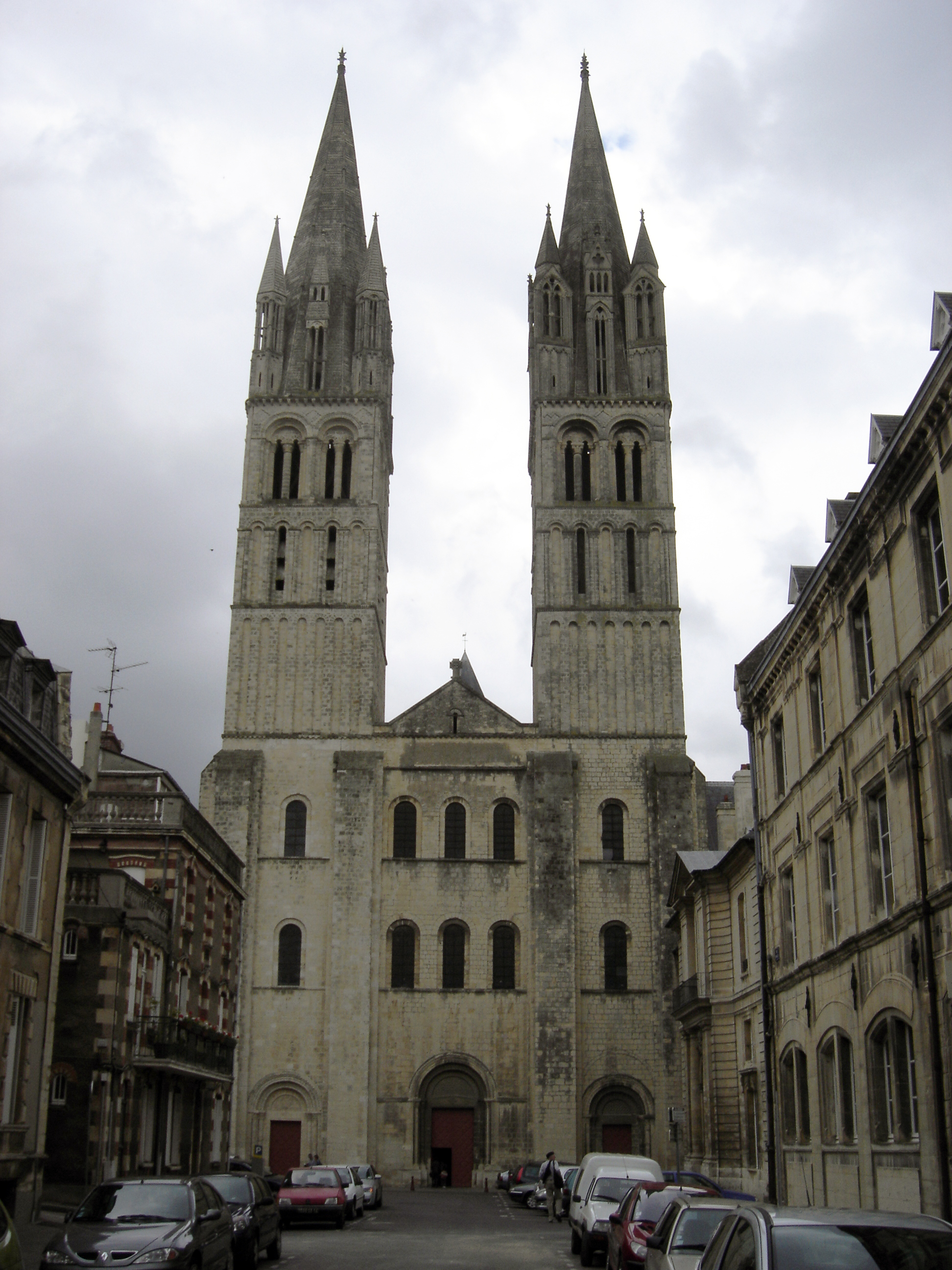
Façana de l'església abacial de Saint-Étienne.

El 1562 i el 1563, durant les Guerres de religió de França, l'església va ser saquejada i posteriorment abandonada: la torre del llanternó es va enfonsar el 1566, destruint les voltes del cor. El cor, en estat de ruïna, va estar a punt de ser arrasat per una decisió del Parlament de Rouen. No obstant això, un monjo de l'abadia, Jean de Baillehache, va aconseguir que s'anul·lés aquesta decisió i va iniciar la reconstrucció del cor i la restauració de l'abadia, de manera que l'església va ser degudament consagrada de nou el 1626.

### Exterior

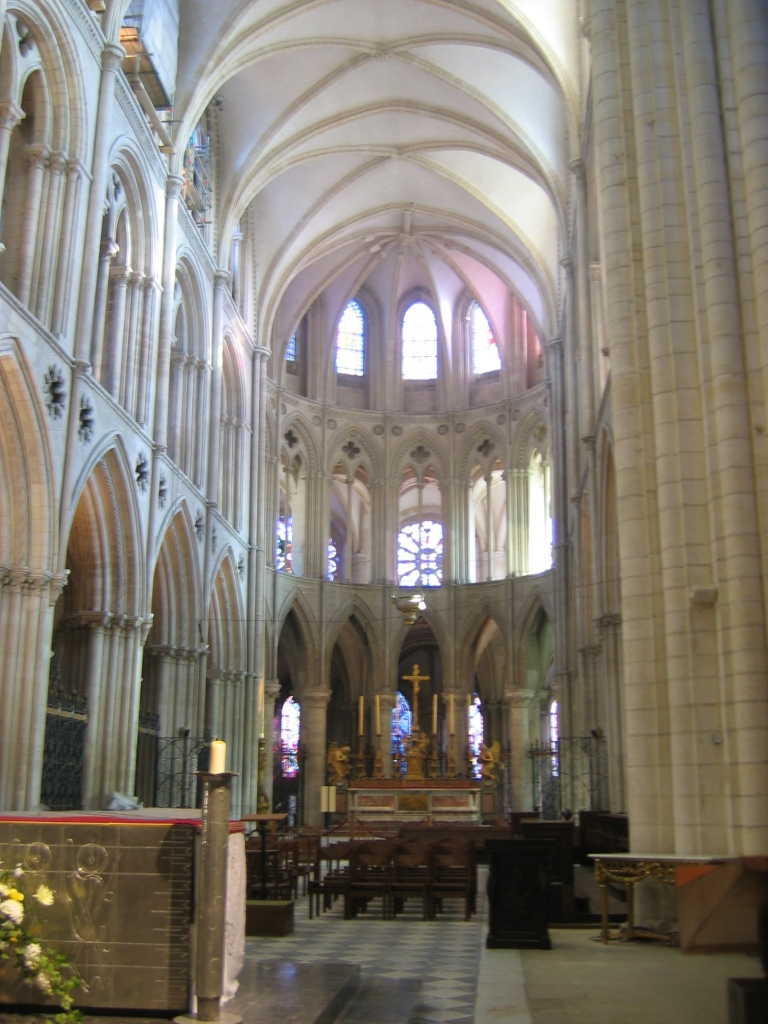
Cor de l'església de Saint-Étienne.

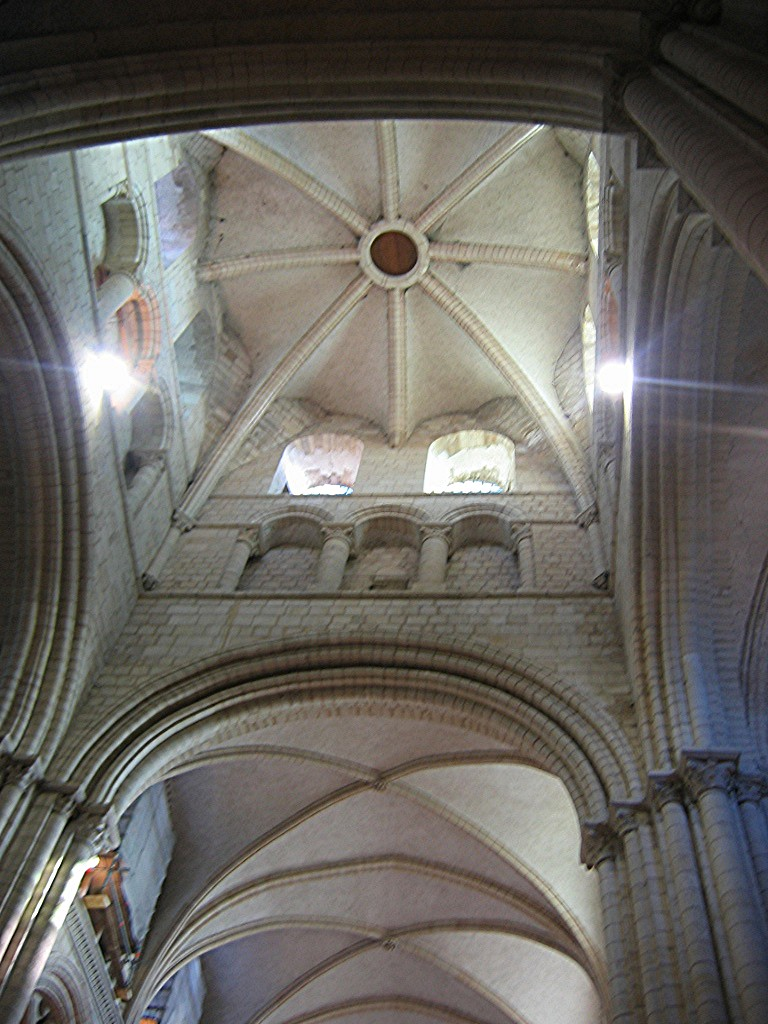
Vista de l'interior del llanternó de l'església.

- Presbiteri construït en el segle xiii per l'anomenat mestre Guillem, la làpida sepulcral del qual es troba a sota d'un dels murs. Va ser reconstruït en el segle xvii, després de l'enfonsament l'any 1566 de la cuculla de la torre del llanternó. Els quatre pinacles li confereixen aquest aspecte original que pot trobar-se també a illa Maurici o a Bayeux.
- Torres simètriques; a mesura que s'ascendeix, les arcades es troben decorades cada vegada amb major riquesa. Les torres van rebre l'afegit de pinacles d'estil gòtic al segle xiii, i la seva altura és de 80 i 82 metres).

### Interior
- Nau d'estil romànic. Amb una longitud de 56 metres, constitueix un perfecte exemple de l'estil d'arquitectura normanda. Cadascun dels seus trams comprèn tres nivells diferents: el de les grans arcades de la planta baixa, el de les tribunes del primer pis, i el dels alts finestrals del segon pis. La planta de les tribunes té com a finalitat, per la seva volta en arc de mig punt, la de sostenir els murs de la nau. Al nivell de les finestres, una galeria, la «coursière» permet efectuar el recorregut complet de tota l'església abacial. Originalment estava coberta amb fusta, sense que se sàpiga amb certesa si es tractava d'un sostre pla o d'una volta de mig punt, encara que posteriorment la nau va ser dotada, a partir del 1115, amb voltes dividides en sis, sobre nervadures d'arcs ogivals. Aquestes voltes són, després de les de Durham (Anglaterra) i Lessay (Manche) edificades cap a l'any 1100, els arcs ogivals més antics de França.
- El cor de l'església abacial de Saint-Étienne de Caen va ser el primer edifici construït després de l'annexió de Normandia al domini reial del Regne de França (1204). Alguns historiadors opinen que les obres podrien haver-se iniciat el 1195, però aquesta tesi no és acceptada habitualment. Constitueix un testimoniatge de la tímida introducció de l'estil gòtic a la regió, així com de la persistència de l'estil romànic normand. Disposa de tretze capelles en forma radial.
- La tomba de Guillem el Conqueridor (mort el 9 de setembre de 1087) estava situada enmig del cor (tal vegada sota la torre del llanternó). Es tractava d'un magnífic mausoleu elaborat en marbre, amb una estàtua jacent superposada, que havia estat construït per encàrrec del seu fill Guillem el Roig, rei d'Anglaterra. Aquesta tomba va ser profanada l'any 1562 pels protestants. Les restes van ser confiades a un monjo de l'abadia. No obstant això, el 1563 una nova intrusió dels protestants va provocar la fugida dels monjos, l'ossari de Guillem el Conqueridor es va perdre, a excepció d'un únic os que va poder ser salvat i tornat a col·locar a la tomba, el 1642, després de la restauració del cor. El 1742, els monjos van aconseguir del rei Lluís XV de França l'autorització per desplaçar la tomba al santuari i reduir-la a un simple buit recobert amb una làpida sepulcral. Aquesta última, després d'haver estat trencada durant la Revolució francesa, va ser reemplaçada el 1802. Porta, en llatí, la següent inscripció: «Aquí reposa l'invencible Guillem el Conqueridor, duc de Normandia i rei d'Anglaterra, fundador d'aquesta casa, que va morir l'any 1087».